# 塩冶氏
塩冶氏（えんやし） は、日本の氏族。宇多源氏佐々木氏流で、近江源氏の分流出雲源氏の嫡流である。
始祖は塩冶三郎左衛門頼泰。家紋は「花輪違」。（※「塩治氏」や、「塩谷氏」と誤記されることが多いが、「塩冶郷」に因む氏のため「塩冶」が正しい表記である）

## 概略
近江源氏の嫡流佐々木秀義の五男義清が、承久3年（1221年）6月に起きた承久の乱で、武家方に味方して勝利した功により、出雲・隠岐2国の守護となり出雲に下向した。義清の孫塩冶頼泰が、出雲国神門郡塩冶郷（現・島根県出雲市塩冶町）を本貫として、塩冶氏を称した。その居城は大廻（おおさこ）城であったという。以後鎌倉時代を通じて出雲守護職を務めた。
鎌倉末期の元弘3年（1333年）、塩冶高貞のとき後醍醐天皇の討幕運動に参加、のちに佐々木道誉とともに足利尊氏に寝返り、室町幕府が開かれると高貞は出雲、隠岐両国の守護職に任じられ家門の隆盛を見た。だがその後、興国2年/暦応4年（1341年）3月24日、高貞は京都を出奔し、尊氏の弟である足利直義から謀反の疑いありとされ、桃井直常・山名時氏らによって討伐されて塩冶氏の嫡流は没落した（『師守記』暦応4年3月25日条および同月29日条）。
しかし高貞の弟塩冶時綱は生き残り、子孫は出雲国奉公衆として存続した。時綱の家系からは、代々足利将軍家の近習衆となった一族も出ている。その他、同じ佐々木源氏の一族で出雲守護職を与えられた京極氏や山名氏などの被官となり生き残った。京極政経によって尼子経久が追放された後に守護代に任じられた塩冶掃部介もこの時綱の系統と見られる。
この出雲国奉公衆塩冶氏は塩冶貞慶の時、一族の内訌が生じて尼子経久の介入を受け、経久の三男尼子興久を養子として押し付けられる形で尼子氏に乗っ取られている。興久は後謀反を起こして敗死し、息子清久の代には尼子姓に戻し、興久の孫にあたる政貞は加藤姓を名乗ることとなり、塩冶氏は傍系のみが存続を許され所領の大半は経久次男の国久が継承した。

## 但馬塩冶氏
但馬国の塩冶氏は高貞の甥・塩冶通清の四男・周防守の子・某を祖とする。但馬塩冶氏は山名氏に仕え、各文献・古文書にも「塩冶周防守」「塩冶左衛門尉」「塩冶肥前守」「塩冶前野州太守」「塩冶彦五郎」などの名が散見する。戦国時代に登場する芦屋城主・塩冶高清はその末裔である。

## 伯耆南条氏
『羽衣石南条記』の説によると、伯耆国人の南条氏は高貞の次男貞宗を始祖とする。ただ、これ以前の伯耆には南条姓を名乗る有力な一族が存在したことが判明しており、確証がないことも事実である。ちなみに南条氏自身は「賀茂姓」を意識していたようである。

## 塩冶氏関連の人物
- 出雲源氏
- 塩冶頼泰
- 覚日尼 - 53代出雲国造泰孝室
- 塩冶高貞
- 塩冶掃部介
- 塩冶高清
- 塩冶興久（尼子興久）
- 塩冶高秀（南条貞宗）